# I Am Easy to Find
Albums de The National
Sleep Well Beast
(2017) First Two Pages of Frankenstein
(2023)
I Am Easy to Find est le huitième album studio du groupe américain de rock indépendant The National, sorti le 17 mai 2019 sous le label 4AD,,.
L'album est précédé du single You Had Your Soul With You ; il a été accompagné à sa sortie d'un court métrage éponyme de 26 minutes réalisé par Mike Mills.
Alicia Vikander, l'actrice principale du court métrage, est aussi le modèle photographié sur la jaquette de l'album.
La tournée de promotion de l'album démarre en juin 2019.

## Court métrage
Les personnages sont interprétés par Alicia Vikander, Kate Adams, et Riley Shanahan.
L'album et le film, quoique très proches, ont néanmoins été réalisés de façon indépendante. Ils sont décrits par Mike Mills comme "deux frères joueurs et taquins qui adoreraient se voler l'un à l'autre".  Dans le communiqué qui accompagne sa sortie, le groupe a ainsi expliqué que l'album n'était pas la bande originale du film et que l'idée de l'album est née pendant le tournage du film.
Le titre a été choisi par le réalisateur à partir d'une phrases des paroles de la chanson I Am Easy To Find, initialement intitulée Washington.

### Casting
- Alicia Vikander : l'héroïne
- Kate Adams : jeune mère
- Riley Shanahan : jeune père

## Enregistrement
La majorité de l'album a été enregistré au studio de Long Pond à New York. D'autres parties ont été quant à elles enregistrées dans d'autres villes : Paris, Berlin, Dublin, Cincinnati, Austin entre autres.
L'album inclut aussi la participation d'artistes féminines : Lisa Hannigan, Sharon Van Etten, Mina Tindle, Gail Ann Dorsey, Kate Stables, Mélissa Laveaux.

## Liste des pistes
| 1.    | You Had Your Soul With You            | 3:26 |
| 2.    | Quiet Light                           | 4:15 |
| 3.    | Roman Holiday                         | 3:34 |
| 4.    | Oblivions                             | 4:13 |
| 5.    | The Pull of You                       | 3:58 |
| 6.    | Hey Rosey                             | 4:14 |
| 7.    | I Am Easy to Find                     | 4:30 |
| 8.    | Her Father in the Pool (instrumental) | 1:02 |
| 9.    | Where Is Her Head                     | 4:41 |
| 10.   | Not in Kansas                         | 6:44 |
| 11.   | So Far So Fast                        | 6:36 |
| 12.   | Dust Swirls in Strange Light          | 3:18 |
| 13.   | Hairpin Turns                         | 4:27 |
| 14.   | Rylan                                 | 3:43 |
| 15.   | Underwater (instrumental)             | 1:21 |
| 16.   | Light Years                           | 3:33 |
| 63:35 |                                       |      |

## Participations
| The National – arrangement, interprétation - Matt Berninger - Aaron Dessner - Bryce Dessner – orchestration - Bryan Devendorf - Scott Devendorf Membres complémentaires pour la tournée - Benjamin Lanz - Kyle Resnick Chanteurs additionnels - Gail Ann Dorsey (1–3, 6, 10, 13)* Eve Owen (2, 9) - Diane Sorel (2)* Mina Tindle (4)* Lisa Hannigan (5, 10, 11, 13)* Sharon Van Etten (5)* Kate Stables (7, 10, 14)* Brooklyn Youth Chorus (12);Techniciens du son - Jonathan Low – enregistrement, mixages - Bella Blasko – ingénieure assistante - Peter Katis – mixage de l'album - Zach Seivers – sound design - Greg Calbi – mastering - Steve Fallone – mastering - Sean O'Brien – enregistrements complémentaires - Aaron Dessner – production et enregisrements complémentaires - Bryce Dessner – production complémentaire - Matt Berninger – production complémentaire - Curt Kiser – production complémentaire(6, 13)Enregistrements complémentaires - Thomas Bunio – enregistrements complémentaires - Isaac Joel Karns – enregistrements complémentaires - Steph Marriano – enregistrements complémentaires - Ber Quinn – enregistrements complémentaires - Andi Toma – enregistrements complémentaires - Eli Walker II – enregistrements complémentaires - Jan St. Werner – enregistrements complémentaires Artwork - Osk – design de l'album - Mike Mills – direction artistique Musiciens complémentaires - Thomas Bartlett – clavier, piano - Andrew Broder – percussions - Eric Cha-Beach – percussions, chord stick - Gail Ann Dorsey – chant - Lisa Hannigan – chant - Isaac Joel Karns – synthétiseur - Benjamin Lanz – synthétiseur, trombone - Mélissa Laveaux – chant - Padma Newsome – cordes - Eve Owen – chant - Kyle Resnick – chant - Alexander Ridha – synthétiseur - Ben Sloan – batterie - Diane Sorel – chant - Jan St. Werner – programmation - Kate Stables – chant - Mina Tindle – chant - Andi Toma – programmation - Jason Treuting – batterie, percussions, chord stick - Sharon Van Etten – chant - Justin Vernon – OP-1 | ;Orchestration - Jonathan Gandelsman – 1er violon (New York) - Katie Hyun – 1er violon (New York) - Monica Davis – 1er violon (New York) - Ben Russell – 1er violon (New York) - Charlotte Juillard – 1er violon (Paris) - Domitille Gillon – 1er violon (Paris) - Nikolai Spassov – 1er violon (Paris) - Marc Desjardins – 1er violon (Paris) - Ariadna Teyssier – 1er violon (Paris) - Rachel Shapiro – 2ème violon(New York) - Guillaume Pirard – 2ème violon(New York) - Sarah Whitney – 2ème violon(New York) - Emily Dagget Smith –2ème violon(New York) - Leslie Boulin Raulet – 2ème violon(Paris) - Matthias Piccin – 2ème violon(Paris) - Pauline Hauswirth –2ème violon(Paris) - Emilie Duch-Sauzeau – 2ème violon(Paris) - Caitlyn Lynch – alto(New York) - Caleb Burhans – alto(New York) - Miranda Sielaff – alto(New York) - Sarah Chenaf – alto (Paris) - Marine Gandon – alto(Paris) - Benachir Boukhatem – alto(Paris) - Wolfram Koessel – violoncelle(New York) - Andrea Lee – violoncelle(New York) - Alan Richardson – violoncelle(New York) - Juliette Salmona – violoncelle(Paris) - Barbara Le Liepvre – violoncelle(Paris) - Ella Jarrige – violoncelle(Paris) - Logan Coale – contrebasse (New York) - Thomas Garoche – contrebasse(Paris) - Grégoire Dubruel – contrebasse(Paris) Brooklyn Youth Chorus - Maya Baijal - Jeanne Bransbourg - Joseph Brooks - Morgan Colton - Cora Clum - Fannie Feynberg - Thalia Glyptis - Lila Hasenstab - Natalie Hawkins - Amayah Hutchinson - Abigail Lienhard - Raquel Klein - Maya Renaud-Levine - Clara Rosarius - Maya Sequira - Tafyana Sgaraglino - Avery Soto - Sarah Sotomayor - Katy Urda - Anna Vartsaba - Clementine Vonnegut - Mariana Weaver - Aliyah Weiss - Dianne Berkun Menaker – direction artistique |